# Дискография Давида Гетта
Французский хаус-диджей и продюсер Давид Гетта выпустил 7 студийных альбомов, 11 сборников, 3 расширенных альбома, 94 сингла (в том числе 7 в качестве приглашенного исполнителя), 11 промосинглов и 42 музыкальных видеоклипа.
Свой дебютный сингл «Nation Rap», написанный совместно с французским рэпером Сиднеем, Гетта выпустил в 1990 году. Его дебютный студийный альбом Just a Little More Love был выпущен в июне 2002 года. Он занял шестое место во Франции и был дважды сертифицирован Национальным синдикатом фонографических изданий (SNEP) как золотой. Три сингла альбома имели коммерческий успех на нескольких европейских территориях, включая Францию и Бельгию: «Just a Little More Love», «Love Don’t Let Me Go» и «People Come People Go». Второй студийный альбом Гетты Blaster достиг 11-го места во Франции и выпустил четыре сингла: «Money», «Stay», «The World Is Mine» и «In Love with Myself».
В 2006 году был выпущен мэшап на песни «Love Don’t Let Me Go» и «Walking Away» британской группы электронной музыки The Egg под названием «Love Don’t Let Me Go (Walking Away)». Песня хорошо показала себя в Европе, заняв третье место в Великобритании и став Top 40 хитом в ряде других европейских стран. В июне 2007 года вышел третий студийный альбом Гетты Pop Life, который занял второе место во Франции и был сертифицирован SNEP как платиновый. Главный сингл альбома, «Love Is Gone», стал хитом первой десятки в таких странах, как Франция, Швеция и Великобритания. Он также позволил Гетте впервые войти в чарт Billboard Hot 100 США, где занял 98-е место. Pop Life выпустил ещё четыре сингла: «Baby When the Light», «Delirious» с британской певицей/автором песен Тарой МакДональд, «Tomorrow Can Wait» и «Everytime We Touch».
Международного успеха Гетта добился в 2009 году с хит-синглом «When Love Takes Over», который возглавил чарты в таких странах, как Бельгия, Швейцария и Великобритания. За ним последовал сингл «Sexy Bitch», который возглавил чарты в восьми разных странах и стал для Гетты первым хитом из первой пятерки в Billboard Hot 100. Оба сингла вошли в четвёртый студийный альбом Гетты One Love, выпущенный в августе 2009 года. Благодаря успеху синглов альбом One Love занял первое место во Франции и вошел в первую десятку в ряде других стран, включая Австралию и Великобританию.
С альбома было выпущено ещё пять синглов, включая хитовые синглы «One Love», «Memories», «Gettin' Over You» и «Who’s That Chick?». В 2011 году Гетта совместно с американским рэпером Снуп Доггом создал ремикс на сингл последнего «Wet», получивший новое название «Sweat». Эта композиция возглавила чарты в таких странах, как Франция, Австралия и Австрия. В августе 2011 года Гетта выпустил свой пятый студийный альбом Nothing but the Beat. Альбом имел коммерческий успех, заняв первые места в чартах Франции и многих других стран. Первые пять синглов альбома — «Where Them Girls At», «Little Bad Girl», «Without You», «Titanium» и «Turn Me On» — стали хитами первой десятки по всему миру. Последние три сингла также вошли в десятку лучших в Billboard Hot 100. Последующие синглы «I Can Only Imagine», «She Wolf (Falling to Pieces)» и «Just One Last Time» также имели коммерческий успех.

## Альбомы

### Студийные альбомы
| Название                                                                       | Детали | Высшие позиции в чартах | Высшие позиции в чартах | Высшие позиции в чартах | Высшие позиции в чартах | Высшие позиции в чартах | Высшие позиции в чартах | Высшие позиции в чартах | Высшие позиции в чартах | Высшие позиции в чартах | Высшие позиции в чартах | Продажи                                    | Сертификации |
| Название                                                                       | Детали | FRA                     | AUS                     | AUT                     | BEL (WA)                | GER                     | NLD                     | SWE                     | SWI                     | UK                      | US                      | Продажи                                    | Сертификации |
| ------------------------------------------------------------------------------ | --- | ----------------------- | ----------------------- | ----------------------- | ----------------------- | ----------------------- | ----------------------- | ----------------------- | ----------------------- | ----------------------- | ----------------------- | ------------------------------------------ | --- |
| Just a Little More Love                                                        | - Выпущен: 10 июня 2002 - Лейбл: Virgin - Форматы: CD, грампластинка, цифровое скачивание                                            | 6                       | —                       | —                       | 43                      | —                       | —                       | —                       | 17                      | —                       | —                       | - US: 4,500                                | - SNEP: 2× Gold |
| Guetta Blaster                                                                 | - Выпущен: 7 июня 2004 - Лейбл: Virgin - Форматы: CD, грампластинка, цифровое скачивание                                             | 11                      | —                       | —                       | 29                      | —                       | —                       | —                       | 45                      | —                       | —                       |                                            | - SNEP: Platinum |
| Pop Life                                                                       | - Выпущен: 18 июня 2007 - Лейбл: Virgin - Форматы: CD, грампластинка, цифровое скачивание                                            | 2                       | —                       | 31                      | 4                       | —                       | —                       | —                       | 8                       | 44                      | —                       | - US: 18,000                               | - SNEP: Platinum - IFPI SWI: Platinum |
| One Love                                                                       | - Выпущен: 21 августа 2009 - Лейбл: Virgin - Форматы: CD, грампластинка, цифровое скачивание                                         | 1                       | 4                       | 3                       | 1                       | 2                       | 4                       | 33                      | 2                       | 2                       | 70                      | - US: 90,000                               | - AUS: Платиновый - UK: Платиновый |
| Nothing but the Beat                                                           | - Выпущен: 26 августа 2011 - Лейбл: Virgin - Форматф: CD, грампластинка, цифровое скачивание                                         | 1                       | 3                       | 1                       | 1                       | 1                       | 3                       | 19                      | 1                       | 2                       | 5                       | - FRA: 400,000 - UK: 866,337 - US: 490,000 | - SNEP: Diamond - ARIA: 2× Platinum - BEA: Platinum - BPI: 3× Platinum - BVMI: 3× Platinum - IFPI AUT: 2× Platinum - IFPI SWI: Platinum - MC: 2× Platinum - NVPI: Platinum - RIAA: Gold |
| Listen                                                                         | - Выпущен: 21 ноября 2014 - Лейбл: What a Music, Parlophone, Atlantic - Форматы: CD, грампластинка, цифровое скачивание              | 3                       | 11                      | 3                       | 6                       | 3                       | 11                      | 6                       | 2                       | 8                       | 4                       | - CAN: 6,500                               | - SNEP: 2× Platinum - ARIA: Gold - BVMI: Gold - BPI: Platinum - IFPI AUT: Gold - IFPI SWE: 2× Platinum - NVPI: Gold - RIAA: Gold                                                        |
| 7                                                                              | - Выпущен: 14 сентября 2018 - Лейблы: What a Music, Parlophone, Big Beat, Atlantic - Форматы: CD, грампластинка, цифровое скачивание | 4                       | 9                       | 7                       | 5                       | 7                       | 9                       | 13                      | 2                       | 9                       | 37                      |                                            | - SNEP: Platinum - BPI: Gold - FIMI: Gold - MC: Gold - RIAA: Gold |
| «—» denotes a record that did not chart or was not released in that territory. | |                         |                         |                         |                         |                         |                         |                         |                         |                         |                         |                                            | |

### Переиздания студийных альбомов
| Название                       | Датели                                                                                         |
| ------------------------------ | ---------------------------------------------------------------------------------------------- |
| One More Love                  | - Выпущен: 26 ноября 2010 - Лейбл: Virgin - Форматы: CD, цифровое скачивание                   |
| Nothing but the Beat 2.0       | - Выпущен: 21 августа 2012 - Лейбл: Virgin - Форматы: CD, цифровое скачивание                  |
| Nothing but the Beat: Ultimate | - Выпущен: 26 августа 2012 - Лейбл: Virgin - Форматы: CD, цифровое скачивание                  |
| Listen Again                   | - Выпущен: 27 ноября 2015 - Лейбл: Parlaphone, What a Music - Форматы: CD, цифровое скачивание |

### Компиляции
| Год  | Информация об альбоме               | Позиция в чартах | Позиция в чартах | Позиция в чартах | Позиция в чартах |
| Год  | Информация об альбоме               | FRA              | AUT              | BEL              | SWI              |
| ---- | ----------------------------------- | ---------------- | ---------------- | ---------------- | ---------------- |
| 2003 | Fuck Me I’m Famous                  | —                | —                | 39               | 82               |
| 2006 | Fuck Me I’m Famous — Ibiza Mix 06   | —                | —                | 62               | —                |
| 2008 | Fuck Me I’m Famous — Ibiza Mix 08   | 8                | —                | —                | —                |
| 2008 | Fuck Me I’m Famous Vol. 2           | —                | —                | —                | 6                |
| 2009 | Fuck Me I’m Famous — Ibiza Mix 2009 | —                | —                | —                | 9                |
| 2010 | Fuck Me I’m Famous — Ibiza Mix 2010 | —                | 19               | —                | 6                |

### Бокс-сеты
| Название                           | Детали | Высшие позиции в чартах |
| Название                           | Детали | FRA                     |
| ---------------------------------- | --- | ----------------------- |
| Pop Life / Guetta Blaster          | - Выпущен: 14 сентября 2009 (FRA) - Лейбл: Virgin - Формат: CD бокс-сет                                                                                     | 135                     |
| Just a Little More Love / Pop Life | - Выпущен: 28 марта 2011 (FRA) - Лейбл: Virgin - Формат: CD бокс-сет                                                                                        | 114                     |
| Original Album Series              | - Альбомы: - Just a Little More Love - Guetta Blaster - Pop Life - One Love (Mix) - One More Love - Выпущен: 20 октября 2014 - Лейбл: - Формат: CD бокс-сет | —                       |

## Мини-альбомы
| Название                     | Детали                                                                        |
| ---------------------------- | ----------------------------------------------------------------------------- |
| iTunes Festival: London 2009 | - Выпущен: 20 июля 2009 (FRA) - Лейбл: EMI - Форматы: цифровое скачивание     |
| iTunes Festival: London 2012 | - Выпущен: 5 октября 2012 (FRA) - Лейбл: EMI - Формат: цифровое скачивание    |
| Lovers on the Sun            | - Выпущен: 30 июня 2014 (FRA) - Лейбл: EMI - Форматы: CD, цифровое скачивание |
| New Rave (с Мортеном)        | - Выпущен: 17 июля 2020 - Лейбл: Parlophone - Форматы: цифровое скачивание    |

## Синглы

### Как основной артист

#### 1990-е
| Название                         | Год  | Альбом      |
| -------------------------------- | ---- | ----------- |
| «Nation Rap» (с Сидни)           | 1990 | Без альбома |
| «Up & Away» (с Робертом Оуэнсом) | 1994 | Без альбома |

#### 2000-е
| Название                                                                          | Год  | Высшие позиции в чартах | Высшие позиции в чартах | Высшие позиции в чартах | Высшие позиции в чартах | Высшие позиции в чартах | Высшие позиции в чартах | Высшие позиции в чартах | Высшие позиции в чартах | Высшие позиции в чартах | Высшие позиции в чартах | Сертификации | Альбом                                            |
| Название                                                                          | Год  | FRA                     | AUS                     | AUT                     | BEL (WA)                | GER                     | NLD                     | SWE                     | SWI                     | UK                      | US                      | Сертификации | Альбом                                            |
| --------------------------------------------------------------------------------- | ---- | ----------------------- | ----------------------- | ----------------------- | ----------------------- | ----------------------- | ----------------------- | ----------------------- | ----------------------- | ----------------------- | ----------------------- | --- | ------------------------------------------------- |
| «Just a Little More Love» (при участии Криса Уиллиса)                             | 2001 | 29                      | —                       | —                       | —                       | —                       | 38                      | —                       | 59                      | 19                      | —                       | | Just a Little More Love                           |
| «Love Don’t Let Me Go» (при участии Криса Уиллиса)                                | 2002 | 4                       | —                       | —                       | 7                       | —                       | 19                      | —                       | 13                      | 46                      | —                       | - SNEP: Gold - BEA: Gold | Just a Little More Love                           |
| «People Come People Go» (при участии Криса Уиллиса)                               | 2002 | 42                      | —                       | —                       | —                       | —                       | —                       | —                       | 54                      | —                       | —                       | | Just a Little More Love                           |
| «Give Me Something» (при участии Барбары Тукер)                                   | 2002 | —                       | —                       | —                       | —                       | —                       | —                       | —                       | —                       | —                       | —                       | | Just a Little More Love                           |
| «Just for One Day (Heroes)» (vs. Дэвид Боуи)                                      | 2003 | 54                      | —                       | —                       | —                       | —                       | —                       | —                       | —                       | 73                      | —                       | | Fuck Me I’m Famous                                |
| «Money» (при участии Криса Уиллиса и Moné)                                        | 2004 | 63                      | —                       | —                       | —                       | —                       | —                       | —                       | 52                      | —                       | —                       | | Guetta Blaster                                    |
| «Stay» (при участии Криса Уиллиса)                                                | 2004 | 18                      | —                       | —                       | 19                      | —                       | —                       | —                       | 82                      | 78                      | —                       | | Guetta Blaster                                    |
| «The World Is Mine» (при участии JD Davis)                                        | 2004 | 16                      | —                       | —                       | 15                      | —                       | 27                      | —                       | 40                      | 49                      | —                       | | Guetta Blaster                                    |
| «In Love with Myself» (при участии JD Davis)                                      | 2005 | —                       | —                       | —                       | —                       | —                       | —                       | —                       | 46                      | —                       | —                       | | Guetta Blaster                                    |
| «Love Don’t Let Me Go (Walking Away)» (vs. The Egg)                               | 2006 | 11                      | 32                      | 74                      | 13                      | 50                      | —                       | 25                      | 19                      | 3                       | —                       | | Fuck Me I’m Famous — Ibiza Mix 06                 |
| «Love Is Gone» (при участии Криса Уиллиса)                                        | 2007 | 3                       | —                       | 15                      | 9                       | 36                      | 14                      | 9                       | 11                      | 9                       | 98                      | - SNEP: Silver - IFPI SWI: Gold - BPI: Silver | Pop Life                                          |
| «Baby When the Light» (с Стивом Анжелло при участии Кози)                         | 2007 | 6                       | —                       | 62                      | 5                       | 59                      | 15                      | 35                      | 25                      | 50                      | —                       | - SNEP: Gold | Pop Life                                          |
| «Delirious» (при участии Тары Макдональд)                                         | 2008 | 16                      | —                       | 27                      | 2                       | 59                      | 12                      | 51                      | 16                      | —                       | —                       | | Pop Life                                          |
| «Tomorrow Can Wait» (с Крисом Уиллисом vs. Tocadisco)                             | 2008 | 7                       | —                       | 47                      | 19                      | 56                      | 21                      | —                       | 43                      | 84                      | —                       | | Pop Life                                          |
| «Everytime We Touch» (с Крисом Уиллисом, Стивом Анжеллом и Себастьяном Ингроссо)  | 2009 | —                       | —                       | —                       | —                       | —                       | 19                      | —                       | 97                      | 68                      | —                       | | Pop Life                                          |
| «When Love Takes Over» (при участии Келли Роуленд)                                | 2009 | 2                       | 6                       | 3                       | 1                       | 2                       | 2                       | 2                       | 1                       | 1                       | 76                      | - SNEP: Gold - ARIA: 2× Platinum - IFPI AUT: 2× Platinum - BEA: Gold - BPI: 2× Platinum - BVMI: Platinum - GLF: Gold - IFPI SWI: Platinum - MC: Gold                                | One Love                                          |
| «Sexy Bitch» (при участии Эйкона)                                                 | 2009 | 1                       | 1                       | 1                       | 1                       | 1                       | 3                       | 2                       | 2                       | 1                       | 5                       | - SNEP: Diamond - ARIA: 5× Platinum - IFPI AUT: Platinum - BEA: Platinum - BPI: 2× Platinum - BVMI: Platinum - GLF: Platinum - IFPI SWI: 4× Platinum - MC: Gold - RIAA: 3× Platinum | One Love                                          |
| «Grrrr»                                                                           | 2009 | —                       | —                       | —                       | 4                       | —                       | —                       | —                       | —                       | 88                      | —                       | | Fuck Me I’m Famous — Ibiza Mix 2009 One More Love |
| «One Love» (при участии Эстель)                                                   | 2009 | —                       | 36                      | 20                      | —                       | 18                      | 19                      | —                       | 48                      | 46                      | —                       | | One Love                                          |
| «—» denotes a recording that did not chart or was not released in that territory. |      |                         |                         |                         |                         |                         |                         |                         |                         |                         |                         | |                                                   |

#### 2010-е
| Название                                                                          | Год  | Высшие позиции в чартах | Высшие позиции в чартах | Высшие позиции в чартах | Высшие позиции в чартах | Высшие позиции в чартах | Высшие позиции в чартах | Высшие позиции в чартах | Высшие позиции в чартах | Высшие позиции в чартах | Высшие позиции в чартах | Сертификации | Альбом                              |
| Название                                                                          | Год  | FRA                     | AUS                     | AUT                     | BEL (WA)                | GER                     | NLD                     | SWE                     | SWI                     | UK                      | US                      | Сертификации | Альбом                              |
| --------------------------------------------------------------------------------- | ---- | ----------------------- | ----------------------- | ----------------------- | ----------------------- | ----------------------- | ----------------------- | ----------------------- | ----------------------- | ----------------------- | ----------------------- | --- | ----------------------------------- |
| «Memories» (при участии Кида Кади)                                                | 2010 | 5                       | 3                       | 2                       | 1                       | 6                       | 4                       | 14                      | 7                       | 15                      | 46                      | - SNEP: Gold - ARIA: 2× Platinum - IFPI AUT: 2× Platinum - BEA: Platinum - BVMI: 3× Platinum - GLF: 2× Platinum - BPI: Platinum - RIAA: Platinum               | One Love                            |
| «Gettin’ Over You» (с Крисом Киллисом, при участии Ферги и LMFAO)                 | 2010 | 1                       | 5                       | 4                       | 12                      | 15                      | 21                      | 28                      | 11                      | 1                       | 31                      | - ARIA: 2× Platinum - IFPI AUT: Gold - BVMI: Gold - GLF: Platinum - BPI: Platinum                                                                              | One More Love                       |
| «Who’s That Chick?» (при участии Рианны)                                          | 2010 | 5                       | 7                       | 4                       | 1                       | 6                       | 6                       | 14                      | 8                       | 6                       | 51                      | - ARIA: 2× Platinum - IFPI AUT: Gold - BEA: Gold - BVMI: Gold - GLF: Platinum - BPI: Platinum                                                                  | One More Love                       |
| «Sweat» (vs. Snoop Dogg)                                                          | 2011 | 1                       | 1                       | 1                       | 1                       | 2                       | 5                       | 9                       | 2                       | 4                       | —                       | - ARIA: 4× Platinum - IFPI AUT: Platinum - BEA: Gold - BVMI: 3× Gold - GLF: Platinum - IFPI SWI: Platinum - BPI: Gold                                          | Nothing but the Beat                |
| «Where Them Girls At» (при участии Флоу Рады и Ники Минаж)                        | 2011 | 4                       | 6                       | 3                       | 2                       | 5                       | 28                      | 7                       | 3                       | 3                       | 14                      | - ARIA: 2× Platinum - IFPI AUT: Gold - BEA: Gold - BVMI: 3× Gold - GLF: Gold - IFPI SWI: Platinum - BPI: Platinum - RIAA: Platinum                             | Nothing but the Beat                |
| «Little Bad Girl» (при участии Тайо Круса и Лудакриса)                            | 2011 | 3                       | 15                      | 5                       | 5                       | 5                       | 29                      | 7                       | 7                       | 4                       | 70                      | - ARIA: Platinum - IFPI AUT: Gold - BEA: Gold - BVMI: Gold - IFPI SWI: Gold - BPI: Gold                                                                        | Nothing but the Beat                |
| «Without You» (при участии Ашера)                                                 | 2011 | 6                       | 6                       | 5                       | 5                       | 7                       | 6                       | 5                       | 3                       | 6                       | 4                       | - ARIA: 4× Platinum - IFPI AUT: Gold - BEA: Gold - BVMI: Gold - IFPI SWI: Platinum - BPI: Gold - RIAA: 2× Platinum                                             | Nothing but the Beat                |
| «Titanium» (при участии Сии)                                                      | 2011 | 3                       | 5                       | 3                       | 4                       | 5                       | 2                       | 3                       | 9                       | 1                       | 7                       | - SNEP: Gold - ARIA: 5× Platinum - IFPI AUT: Platinum - BEA: Platinum - BVMI: Platinum - IFPI SWI: 2× Platinum - BPI: 4× Platinum - RIAA: 2× Platinum          | Nothing but the Beat                |
| «Turn Me On» (при участии Ники Минаж)                                             | 2011 | 10                      | 3                       | 5                       | 10                      | 6                       | 26                      | 29                      | 6                       | 8                       | 4                       | - ARIA: 3× Platinum - IFPI AUT: Gold - BPI: Platinum - BVMI: Gold - IFPI SWI: 2× Platinum - MC: 3× Platinum - RIAA: 2× Platinum                                | Nothing but the Beat                |
| «The Alphabeat»                                                                   | 2012 | 44                      | —                       | —                       | —                       | 85                      | —                       | —                       | —                       | —                       | —                       | | Nothing but the Beat                |
| «I Can Only Imagine» (при участии Криса Брауна и Лила Уэйна)                      | 2012 | 40                      | 47                      | 17                      | —                       | 32                      | —                       | —                       | 15                      | 18                      | 44                      | - ARIA: Gold | Nothing but the Beat                |
| «She Wolf (Falling to Pieces)» (при участии Сии)                                  | 2012 | 4                       | 11                      | 3                       | 5                       | 3                       | 11                      | 6                       | 4                       | 8                       | —                       | - SNEP: Gold - ARIA: 2× Platinum - IFPI AUT: Gold - BEA: Gold - BVMI: Gold - IFPI SWI: Platinum - BPI: Gold                                                    | Nothing but the Beat 2.0            |
| «Just One Last Time» (при участии Taped Rai)                                      | 2012 | 14                      | —                       | 31                      | 18                      | 45                      | 35                      | —                       | 44                      | 20                      | —                       | | Nothing but the Beat 2.0            |
| «Play Hard» (при участии Ни-Йо и Эйкона)                                          | 2013 | 7                       | 16                      | 10                      | 5                       | 8                       | —                       | 8                       | 3                       | 6                       | 64                      | - SNEP: Gold - ARIA: Platinum - IFPI AUT: Gold - BEA: Gold - BPI: Platinum - BVMI: Platinum                                                                    | Nothing but the Beat 2.0            |
| «Ain’t a Party» (с Glowinthedark при участии Харрисона)                           | 2013 | 45                      | 76                      | 30                      | —                       | 46                      | —                       | —                       | 57                      | —                       | —                       | | Fuck Me I’m Famous — Ibiza Mix 2013 |
| «Shot Me Down» (при участии Скайлар Грей)                                         | 2014 | 6                       | 3                       | 9                       | 3                       | 13                      | 18                      | 16                      | 6                       | 4                       | —                       | - ARIA: 2× Platinum - BVMI: Gold - MC: Gold - GLF: 2× Platinum - BPI: Silver                                                                                   | Listen                              |
| «Bad» (с Showtek при участии Vassy)                                               | 2014 | 6                       | 5                       | 15                      | 6                       | 19                      | 13                      | 2                       | 28                      | 22                      | —                       | - ARIA: 2× Platinum - BPI: Gold - GLF: 5× Platinum - MC: Gold - RIAA: Gold                                                                                     | Listen                              |
| «Blast Off» (с Казом Джеймсом)                                                    | 2014 | 33                      | —                       | —                       | —                       | —                       | —                       | —                       | —                       | —                       | —                       | | Listen                              |
| «Lovers on the Sun» (при участии Сэма Мартина)                                    | 2014 | 5                       | 2                       | 1                       | 4                       | 1                       | 11                      | 4                       | 2                       | 1                       | —                       | - ARIA: Platinum - BVMI: Platinum - GLF: 3× Platinum - IFPI SWI: Platinum - BPI: Platinum                                                                      | Listen                              |
| «Dangerous» (при участии Сэма Мартина)                                            | 2014 | 1                       | 7                       | 1                       | 1                       | 1                       | 2                       | 7                       | 1                       | 5                       | 56                      | - ARIA: Platinum - IFPI AUT: Gold - MC: Platinum - BVMI: 3× Gold - GLF: 3× Platinum - IFPI SWI: Platinum - BPI: Gold - RIAA: Gold                              | Listen                              |
| «What I Did for Love» (при участии Эмели Санде)                                   | 2015 | 30                      | 20                      | 10                      | 35                      | 16                      | 34                      | 58                      | 37                      | 6                       | —                       | - ARIA: Gold - BPI: Platinum - BVMI: Gold - GLF: Gold | Listen                              |
| «Hey Mama» (при участии Ники Минаж, Биби Рекса и Afrojack)                        | 2015 | 6                       | 5                       | 5                       | 9                       | 9                       | 12                      | 6                       | 10                      | 9                       | 8                       | - ARIA: 2× Platinum - BPI: Platinum - GLF: 2× Platinum - IFPI SWI: Platinum - MC: 3× Platinum - NVPI: Platinum - BVMI: Gold - RIAA: 3× Platinum                | Listen                              |
| «Sun Goes Down» (с Showtek, при участии Magic! и Сонни Уилсона)                   | 2015 | 37                      | —                       | —                       | —                       | 67                      | —                       | —                       | —                       | —                       | —                       | | Listen                              |
| «Clap Your Hands» (с Glowinthedark)                                               | 2015 | 166                     | —                       | —                       | —                       | —                       | —                       | —                       | —                       | —                       | —                       | | Listen Again                        |
| «Bang My Head» (при участии Сии и Fetty Wap)                                      | 2015 | 3                       | 21                      | 16                      | 2                       | 24                      | —                       | 19                      | 26                      | 18                      | 76                      | - SNEP: Diamond - BPI: Platinum - BVMI: Gold - GLF: Platinum - IFPI SWI: Gold - RIAA: Gold                                                                     | Listen Again                        |
| «Listen» (при участии John Legend)                                                | 2016 | 82                      | —                       | —                       | —                       | 85                      | —                       | —                       | —                       | —                       | —                       | | Listen                              |
| «No Worries» (с Disciples)                                                        | 2016 | —                       | 90                      | —                       | —                       | —                       | —                       | —                       | —                       | —                       | —                       | | Без альбома                         |
| «This One’s for You» (при участии Зары Ларссон)                                   | 2016 | 1                       | 67                      | 2                       | 2                       | 1                       | 7                       | 3                       | 1                       | 16                      | —                       | - SNEP: Diamond - BEA: Platinum - BPI: Gold - IFPI AUT: Gold - BVMI: Gold - IFPI SWI: Gold                                                                     | Без альбома                         |
| «Would I Lie to You» (с Седриком Джервейсом и Крисом Уиллисом)                    | 2016 | 20                      | —                       | 2                       | 30                      | 2                       | —                       | 80                      | 24                      | —                       | —                       | - SNEP: Gold - BVMI: Platinum - IFPI AUT: Gold | Без альбома                         |
| «Shed a Light» (с Робином Щульцем, при участии группы «Cheat Codes»)              | 2016 | 44                      | 23                      | 7                       | —                       | 6                       | 24                      | 36                      | 19                      | 24                      | —                       | - SNEP: Gold - BPI: Gold - BVMI: Platinum - IFPI AUT: Gold | Uncovered                           |
| «Light My Body Up» (при участии Ники Минаж и Лила Уэйна)                          | 2017 | 16                      | 29                      | 47                      | —                       | 33                      | —                       | 55                      | 39                      | 64                      | —                       | | Без альбома                         |
| «Another Life» (с Afrojack, при участии Эстер Дин)                                | 2017 | 115                     | —                       | 73                      | —                       | —                       | —                       | —                       | 65                      | —                       | —                       | | Без альбома                         |
| «2U» (при участии Джастина Бибера)                                                | 2017 | 3                       | 2                       | 2                       | 13                      | 3                       | 5                       | 2                       | 2                       | 5                       | 16                      | - SNEP: Platinum - ARIA: 3× Platinum - BEA: Platinum - BPI: Platinum - BVMI: Platinum - IFPI AUT: Gold - IFPI SWI: Platinum - MC: 2× Platinum - RIAA: Platinum | 7                                   |
| «Versace on the Floor» (vs. Бруно Марса)                                          | 2017 | —                       | 57                      | —                       | 17                      | —                       | —                       | —                       | —                       | 80                      | 56                      | | Без альбома                         |
| «Complicated» (с Dimitri Vegas & Like Mike, при участии Kiiara)                   | 2017 | —                       | —                       | 51                      | 6                       | 77                      | —                       | 44                      | 37                      | —                       | —                       | - BEA: Gold - GLF: Gold | Без альбома                         |
| «Dirty Sexy Money» (с Afrojack, при участии Charli XCX и French Montana)          | 2017 | 57                      | 18                      | 46                      | 41                      | 46                      | 18                      | 82                      | 52                      | 35                      | —                       | - SNEP: Gold - ARIA: Platinum - BPI: Silver | Без альбома                         |
| «So Far Away» (с Мартином Гарриксом, при участии Джейми Скотта и Роми Дья)        | 2017 | 109                     | 58                      | 12                      | 28                      | 8                       | 7                       | 30                      | 14                      | 81                      | —                       | - SNEP: Gold - ARIA: Gold - BEA: Gold - BVMI: Platinum - IFPI AUT: Gold - MC: Gold                                                                             | Без альбома                         |
| «Helium» (с Afrojack, vs. Сия)                                                    | 2018 | —                       | 88                      | 64                      | —                       | —                       | —                       | 61                      | 43                      | —                       | —                       | | Без альбома                         |
| «Mad Love» (с Шоном Полом, при участии Becky G)                                   | 2018 | 39                      | —                       | 33                      | 30                      | 10                      | 17                      | —                       | 36                      | 22                      | —                       | - SNEP: Platinum - BPI: Silver - BVMI: Gold - MC: Platinum | Mad Love the Prequel                |
| «Like I Do» (с Мартином Гарриксом и Brooks)                                       | 2018 | 20                      | 73                      | 20                      | —                       | 23                      | 13                      | 15                      | 22                      | 29                      | —                       | - SNEP: Gold - BPI: Silver - BVMI: Gold - IFPI AUT: Gold - MC: Platinum - RIAA: Gold                                                                           | 7                                   |
| «Flames» (с Сией)                                                                 | 2018 | 2                       | 19                      | 7                       | 3                       | 7                       | 2                       | 9                       | 2                       | 7                       | —                       | - SNEP: Diamond - ARIA: 2× Platinum - BEA: Gold - BPI: Platinum - BVMI: Platinum - IFPI AUT: Platinum - IFPI SWI: Gold - MC: Platinum                          | 7                                   |
| «Your Love» (с Showtek)                                                           | 2018 | 83                      | —                       | —                       | —                       | 70                      | —                       | 32                      | 53                      | —                       | —                       | | Без альбома                         |
| «Don’t Leave Me Alone» (при участии Энн-Мари)                                     | 2018 | 50                      | 43                      | 26                      | 12                      | 32                      | 22                      | 25                      | 43                      | 18                      | —                       | - SNEP: Gold - ARIA: Platinum - BEA: Gold - BPI: Gold - MC: Gold                                                                                               | 7                                   |
| «Goodbye» (с Джейсоном Деруло, при участии Ники Минаж и Willy William)            | 2018 | 30                      | 33                      | 57                      | 15                      | 47                      | 10                      | 16                      | 50                      | 26                      | —                       | - SNEP: Gold - ARIA: Platinum - BPI: Silver | 7                                   |
| «Drive» (с Black Coffee, при участии Далилы Монтегю)                              | 2018 | —                       | —                       | —                       | —                       | —                       | —                       | —                       | —                       | —                       | —                       | | 7                                   |
| «Ice Cold» (c Netsky)                                                             | 2018 | —                       | —                       | —                       | —                       | —                       | —                       | —                       | —                       | —                       | —                       | | Без альбома                         |
| «Say My Name» (с Биби Рексой и Джеем Бальвином)                                   | 2018 | 8                       | 70                      | 25                      | 10                      | 30                      | 7                       | 30                      | 14                      | 91                      | —                       | - SNEP: Diamond - BEA: Gold - BPI: Silver - BVMI: Gold - IFPI AUT: Gold - MC: Platinum                                                                         | 7                                   |
| «Better When You’re Gone» (с Brooks и Loote)                                      | 2019 | 150                     | —                       | 70                      | 83                      | 59                      | —                       | 49                      | 51                      | —                       | —                       | | Без альбома                         |
| «Ring the Alarm» (с Ники Ромеро)                                                  | 2019 | —                       | —                       | —                       | —                       | —                       | —                       | —                       | —                       | —                       | —                       | | Без альбома                         |
| «This Ain’t Techno» (с Томом Стааром)                                             | 2019 | —                       | —                       | —                       | —                       | —                       | —                       | —                       | —                       | —                       | —                       | | Без альбома                         |
| «Stay (Don’t Go Away)» (при участии Raye)                                         | 2019 | 155                     | —                       | —                       | 15                      | —                       | —                       | 72                      | —                       | 41                      | —                       | - BPI: Silver | Без альбома                         |
| «Instagram» (с Dimitri Vegas & Like Mike, Дэдди Янки, Afro Bros и Натти Наташи)   | 2019 | 104                     | —                       | 45                      | 36                      | 29                      | 11                      | 99                      | 53                      | —                       | —                       | - BEA: 2× Platinum | Без альбома                         |
| «Thing for You» (с Мартином Сольвейгом)                                           | 2019 | —                       | —                       | —                       | —                       | —                       | —                       | —                       | —                       | 89                      | —                       | | Без альбома                         |
| «Never Be Alone» (с Morten, при участии Алоэ Блэка)                               | 2019 | —                       | —                       | —                       | —                       | —                       | —                       | —                       | 69                      | —                       | —                       | | Без альбома                         |
| «Jump» (с Glowinthedark)                                                          | 2019 | —                       | —                       | —                       | —                       | —                       | —                       | —                       | —                       | —                       | —                       | | Без альбома                         |
| «Make It to Heaven» (с Morten и Raye)                                             | 2019 | —                       | —                       | —                       | 75                      | —                       | —                       | —                       | —                       | —                       | —                       | | Без альбома                         |
| «—» denotes a recording that did not chart or was not released in that territory. |      |                         |                         |                         |                         |                         |                         |                         |                         |                         |                         | |                                     |

#### 2020-е
| Название | Год  | Высшие позиции в чартах | Высшие позиции в чартах | Высшие позиции в чартах | Высшие позиции в чартах | Высшие позиции в чартах | Высшие позиции в чартах | Высшие позиции в чартах | Высшие позиции в чартах | Высшие позиции в чартах | Высшие позиции в чартах | Сертификации                                                                                                 | Альбом                                                                   |
| Название | Год  | FRA                     | AUS                     | AUT                     | BEL (WA)                | GER                     | NLD                     | SWE                     | SWI                     | UK                      | US                      | Сертификации                                                                                                 | Альбом                                                                   |
| --- | ---- | ----------------------- | ----------------------- | ----------------------- | ----------------------- | ----------------------- | ----------------------- | ----------------------- | ----------------------- | ----------------------- | ----------------------- | --- | ------------------------------------------------------------------------ |
| «Conversations in the Dark» (vs. John Legend) | 2020 | —                       | —                       | —                       | —                       | —                       | —                       | —                       | —                       | —                       | —                       | | Без альбома                                                              |
| «Detroit 3 AM» (с Morten) | 2020 | —                       | —                       | —                       | —                       | —                       | —                       | —                       | —                       | —                       | —                       | | Без альбома                                                              |
| «Kill Me Slow» (с Morten) | 2020 | —                       | —                       | —                       | —                       | —                       | —                       | —                       | —                       | —                       | —                       | | New Rave                                                                 |
| «Pa’ La Cultura» (с Human(X), при участии Софии Рейес, Абраама Матео, De La Ghetto, Zion & Lennox, Мануэля Туризо, Лало Эбратта, Thalía и Maejor) | 2020 | —                       | —                       | —                       | —                       | —                       | —                       | —                       | —                       | —                       | —                       | | Неальбомные синглы                                                       |
| «Let’s Love» (с Сией) | 2020 | 47                      | —                       | 56                      | 2                       | 30                      | 39                      | —                       | 47                      | 53                      | —                       | - SNEP: Gold - BEA: Gold                                                                                     | Неальбомные синглы                                                       |
| «Save My Life» (с Morten, при участии Lovespeake)                                                                                                 | 2020 | —                       | —                       | —                       | —                       | —                       | —                       | —                       | —                       | —                       | —                       | | Неальбомные синглы                                                       |
| "Dreams (с Morten, Lanie Gardner) | 2020 | —                       | —                       | —                       | —                       | —                       | —                       | —                       | —                       | —                       | —                       | | Неальбомные синглы                                                       |
| «Big» (с Ритой Орой и Imanbek, при участии Gunna)                                                                                                 | 2021 | —                       | —                       | —                       | —                       | 95                      | —                       | —                       | 68                      | 53                      | —                       | | Bang                                                                     |
| «Floating Through Space» (с Сией) | 2021 | 50                      | —                       | 53                      | 21                      | 56                      | —                       | 55                      | 32                      | —                       | —                       | - SNEP: Platinum - IFPI AUT: Gold                                                                            | Music – Songs from and Inspired by the Motion Picture                    |
| «Bed» (с Joel Corry и Raye) | 2021 | 139                     | 20                      | 53                      | 35                      | 34                      | 7                       | 76                      | 43                      | 3                       | —                       | - ARIA: 2× Platinum - BPI: Platinum - BVMI: Gold - IFPI AUT: Gold                                            | Four for the Floor and Another Friday Night                              |
| «Hero» (с Afrojack) | 2021 | —                       | —                       | —                       | —                       | —                       | 3                       | —                       | —                       | —                       | —                       | | Без альбома                                                              |
| «Get Together» | 2021 | —                       | —                       | —                       | —                       | —                       | —                       | —                       | —                       | —                       | —                       | | Без альбома                                                              |
| «Heartbreak Anthem» (с Galantis и Little Mix) | 2021 | —                       | 46                      | 53                      | —                       | 57                      | 13                      | 36                      | 51                      | 3                       | —                       | - BPI: Platinum - IFPI AUT: Gold - RIAA: Gold                                                                | Between Us                                                               |
| «Shine Your Light» (с Master KG, при участии Эйкона)                                                                                              | 2021 | —                       | —                       | —                       | 35                      | —                       | —                       | 96                      | —                       | —                       | —                       | | Без альбома                                                              |
| «Impossible» (with Morten featuring John Martin)                                                                                                  | 2021 | —                       | —                       | —                       | —                       | —                       | —                       | —                       | —                       | —                       | —                       | | Без альбома                                                              |
| «Remember» (с Becky Hill) | 2021 | —                       | 34                      | —                       | —                       | —                       | 3                       | 51                      | 96                      | 3                       | —                       | - ARIA: 2× Platinum - BPI: 2× Platinum                                                                       | Only Honest on the Weekend                                               |
| «If You Really Love Me (How Will I Know)» (с MistaJam и Джон Ньюмен)                                                                              | 2021 | —                       | —                       | 39                      | —                       | 40                      | —                       | —                       | 66                      | 27                      | —                       | - BPI: Gold - IFPI AUT: Gold                                                                                 | Без альбома                                                              |
| «Family» (при участи Би Рексы/ Annalisa/ Lune, Ty Dolla Sign и A Boogie wit da Hoodie)                                                            | 2021 | —                       | —                       | ―                       | —                       | ―                       | —                       | —                       | 78                      | ―                       | —                       | | Без альбома                                                              |
| «Alive Again» (с Morten и Роландом Кларком) | 2021 | —                       | —                       | ―                       | —                       | ―                       | —                       | —                       | ―                       | ―                       | —                       | | Без альбома                                                              |
| «Permanence» (с Morten) | 2022 | —                       | —                       | ―                       | —                       | ―                       | —                       | —                       | ―                       | ―                       | —                       | | Без альбома                                                              |
| «Redrum» (с Сораной) | 2022 | —                       | —                       | ―                       | —                       | ―                       | 18                      | —                       | ―                       | ―                       | —                       | | Без альбома                                                              |
| «Silver Screen (Shower Screen)» (с Felix da Housecat и Miss Kittin)                                                                               | 2022 | —                       | —                       | ―                       | —                       | ―                       | —                       | —                       | ―                       | ―                       | —                       | | Без альбома                                                              |
| «Trampoline» (с Afrojack, при участии Missy Elliott, Bia и Doechii)                                                                               | 2022 | —                       | —                       | ―                       | —                       | ―                       | —                       | —                       | ―                       | ―                       | —                       | | Без альбома                                                              |
| «What Would You Do?» (с Joel Corry и Брайсоном Тиллером)                                                                                          | 2022 | —                       | —                       | ―                       | —                       | ―                       | 13                      | —                       | ―                       | 21                      | —                       | - BPI: Silver                                                                                                | Another Friday Night                                                     |
| «Crazy What Love Can Do» (с Becky Hill и Эллой Хендерсон)                                                                                         | 2022 | 47                      | —                       | 66                      | 13                      | 26                      | 6                       | 57                      | 29                      | 5                       | —                       | - SNEP: Gold - BPI: Platinum - BVMI: Gold - IFPI AUT: Platinum - MC: Gold                                    | Only Honest on the Weekend (Deluxe) and Everything I Didn’t Say and More |
| «On Repeat» (с Робином Шульцем) | 2022 | —                       | —                       | ―                       | —                       | ―                       | —                       | —                       | ―                       | ―                       | —                       | | Pink                                                                     |
| «Don’t You Worry» (с Black Eyed Peas и Шакирой)                                                                                                   | 2022 | 17                      | —                       | 12                      | 24                      | 43                      | 25                      | —                       | 51                      | ―                       | —                       | - SNEP: Gold - IFPI AUT: Gold - IFPI SWI: Gold                                                               | Elevation                                                                |
| «The Drop» (с Dimitri Vegas и Николь Шерзингер, при участии Azteck)                                                                               | 2022 | —                       | —                       | ―                       | —                       | ―                       | —                       | —                       | ―                       | ―                       | —                       | | Без альбома                                                              |
| "Family Affair (Dance for Me) | 2022 | —                       | —                       | ―                       | —                       | ―                       | —                       | —                       | ―                       | ―                       | —                       | | Без альбома                                                              |
| «Take Me Back» (с Льюисом Томпсоном) | 2022 | —                       | —                       | ―                       | —                       | ―                       | —                       | —                       | ―                       | ―                       | —                       | | Без альбома                                                              |
| "I'm Good (Blue) (с Биби Рексой) | 2022 | 4                       | 1                       | 1                       | 1                       | 1                       | 1                       | 1                       | 2                       | 1                       | 4                       | - SNEP: Gold - ARIA: 4× Platinum - BPI: 2× Platinum - BVMI: 3× Gold - IFPI AUT: 3× Platinum - RIAA: Platinum | Bebe and Best Night of Your Life                                         |
| «Living Without You» (с Sigala и Сэмом Райдером)                                                                                                  | 2022 | —                       | —                       | ―                       | —                       | ―                       | —                       | —                       | ―                       | 48                      | —                       | | There's Nothing but Space, Man! и Every Cloud                            |
| «You Can’t Change Me» (с Morten, при участии Raye)                                                                                                | 2022 | —                       | —                       | ―                       | —                       | ―                       | —                       | —                       | ―                       | ―                       | —                       | | Без альбома                                                              |
| «Damn (You’ve Got Me Saying)» (с Galantis и MNEK)                                                                                                 | 2022 | —                       | —                       | ―                       | —                       | ―                       | —                       | —                       | ―                       | ―                       | —                       | | Без альбома                                                              |
| «Vibra» (с Anuel AA) | 2022 | —                       | ―                       | —                       | ―                       | —                       | —                       | ―                       | ―                       | —                       | ―                       | | Без альбома                                                              |
| «Saturday/Sunday» (с Джейсоном Деруло) | 2023 | —                       | ―                       | —                       | ―                       | —                       | —                       | ―                       | ―                       | —                       | ―                       | | Без альбома                                                              |
| «The Freaks» (с Мартеном Хёргером) | 2023 | —                       | ―                       | —                       | ―                       | —                       | —                       | ―                       | ―                       | —                       | ―                       | | Без альбома                                                              |
| «Here We Go Again» (с Оливером Три) | 2023 | —                       | ―                       | —                       | ―                       | —                       | —                       | ―                       | 99                      | —                       | ―                       | | Без альбома                                                              |
| «Baby Don't Hurt Me» (с Энн-Марри и Coi Leray) | 2023 | 24                      | 67                      | 13                      | 4                       | 9                       | 8                       | 39                      | 6                       | 13                      | 48                      | - BPI: Silver - IFPI AUT: Gold                                                                               | Без альбома                                                              |
| «Live Without Love» (с Shouse) | 2023 | —                       | ―                       | —                       | ―                       | —                       | —                       | ―                       | ―                       | —                       | ―                       | | Без альбома                                                              |
| «Lost in the Rhythm» (с Morten) | 2023 | —                       | ―                       | —                       | ―                       | —                       | —                       | ―                       | ―                       | —                       | ―                       | | Без альбома                                                              |
| «Where You Want» (с Riton и Jazzy) | 2023 | —                       | ―                       | —                       | ―                       | —                       | —                       | ―                       | ―                       | —                       | ―                       | | Без альбома                                                              |
| «Something to Hold On To» (с Morten и Клементиной Дуглас)                                                                                         | 2023 | —                       | ―                       | —                       | ―                       | —                       | —                       | ―                       | ―                       | —                       | ―                       | | Без альбома                                                              |
| «One in a Million» (с Биби Рексой) | 2023 | —                       | ―                       | —                       | ―                       | —                       | 23                      | ―                       | ―                       | 79                      | ―                       | | Без альбома                                                              |
| «—» denotes a recording that did not chart or was not released in that territory.                                                                 |      |                         |                         |                         |                         |                         |                         |                         |                         |                         |                         | |                                                                          |

### Как Jack Back
| «Wild One Two» (при участии Давида Гетта, Ники Ромеро и Сии)                      | 2012 | 5 | 43 | 65 | Nothing but the Beat 2.0             |
| «Overtone»                                                                        | 2018 | — | —  | —  | 7                                    |
| «(It Happens) Sometimes»                                                          | 2018 | — | —  | —  | Без альбома                          |
| «Grenade»                                                                         | 2018 | — | —  | —  | 7                                    |
| «2000 Freaks Come Out» (vs. Cevin Fisher)                                         | 2019 | — | —  | —  | Без альбома                          |
| «Survivor»                                                                        | 2019 | — | —  | —  | Survivor / Put Your Phone Down (Low) |
| «Put Your Phone Down (Low)»                                                       | 2019 | — | —  | —  | Survivor / Put Your Phone Down (Low) |
| «Body Beat» (с Томом Стааром)                                                     | 2020 | — | —  | —  | Без альбома                          |
| «Superstar DJ»                                                                    | 2020 | — | —  | —  | Без альбома                          |
| «I’ve Been Missing You» (с Guz и Ferreck Dawn)                                    | 2021 | — | —  | —  | Без альбома                          |
| «Supercycle» (с Citizen Kain и Kiko)                                              | 2021 | — | —  | —  | Без альбома                          |
| «—» denotes a recording that did not chart or was not released in that territory. |      |   |    |    |                                      |

### В качестве приглашённого исполнителя
| Название                                                                          | Год  | Высшие позиции в чартах | Высшие позиции в чартах | Высшие позиции в чартах | Высшие позиции в чартах | Высшие позиции в чартах | Высшие позиции в чартах | Высшие позиции в чартах | Высшие позиции в чартах | Высшие позиции в чартах | Высшие позиции в чартах | Сертификации                                                                                                   | Альбом                       |
| Название                                                                          | Год  | FRA                     | AUS                     | AUT                     | BEL (WA)                | GER                     | NLD                     | SWE                     | SWI                     | UK                      | US                      | Сертификации                                                                                                   | Альбом                       |
| --------------------------------------------------------------------------------- | ---- | ----------------------- | ----------------------- | ----------------------- | ----------------------- | ----------------------- | ----------------------- | ----------------------- | ----------------------- | ----------------------- | ----------------------- | --- | ---------------------------- |
| «Wavin’ Flag (Celebration Mix)» (K’naan, при участии will.i.am и Давида Гетта)    | 2010 | —                       | —                       | —                       | —                       | —                       | —                       | —                       | —                       | —                       | —                       | | Troubadour: Champion Edition |
| «Commander» (Келли Роуленд, при участии Давида Гетта)                             | 2010 | —                       | —                       | 23                      | —                       | 16                      | 33                      | 26                      | 46                      | 9                       | —                       | - BPI: Gold | Here I Am                    |
| «Club Can’t Handle Me» (Флоу Райда, при участии Давида Гетта)                     | 2010 | 72                      | 3                       | 3                       | 4                       | 4                       | 2                       | 11                      | 3                       | 1                       | 9                       | - RIAA: 3× Platinum - ARIA: 3× Platinum - BPI: Platinum - BVMI: 3× Gold - IFPI SWI: Platinum - MC: 3× Platinum | Only One Flo (Part 1)        |
| «Wild One Two» (Джек Бэк, при участии Давида Гетта, Ники Ромеро и Сии)            | 2012 | —                       | 5                       | 43                      | —                       | 65                      | —                       | —                       | —                       | 171                     | —                       | | Nothing but the Beat 2.0     |
| «LaserLight» (Джесси Джей, при участии Давида Гетта)                              | 2012 | —                       | 48                      | —                       | —                       | —                       | —                       | —                       | —                       | 5                       | —                       | - ARIA: Gold - BPI: Silver                                                                                     | Who You Are                  |
| «Rest of My Life» (Лудакрис, при участии Ашера и Давида Гетта)                    | 2012 | 152                     | 16                      | 25                      | —                       | 32                      | —                       | —                       | 42                      | 41                      | 72                      | - ARIA: Platinum - RIANZ: Gold                                                                                 | Fast & Furious 6             |
| «Right Now» (Рианна, при участии Давида Гетта)                                    | 2013 | 31                      | 39                      | 25                      | 37                      | 43                      | 28                      | 25                      | 32                      | 36                      | 50                      | - ARIA: Gold - IFPI SWE: Platinum - RIAA: Gold                                                                 | Unapologetic                 |
| «—» denotes a recording that did not chart or was not released in that territory. |      |                         |                         |                         |                         |                         |                         |                         |                         |                         |                         | |                              |

## Промосинглы
| Название                                                                                              | Год  | Высшие позиции в чартах | Высшие позиции в чартах | Высшие позиции в чартах | Высшие позиции в чартах | Высшие позиции в чартах | Высшие позиции в чартах | Высшие позиции в чартах | Высшие позиции в чартах | Высшие позиции в чартах | Сертификации    | Альбома                             |
| Название                                                                                              | Год  | FRA                     | AUS                     | AUT                     | CAN                     | GER                     | SWE                     | SWI                     | UK                      | US                      | Сертификации    | Альбома                             |
| --- | ---- | ----------------------- | ----------------------- | ----------------------- | ----------------------- | ----------------------- | ----------------------- | ----------------------- | ----------------------- | ----------------------- | --------------- | ----------------------------------- |
| «Time» (при участии Криса Уиллиса)                                                                    | 2004 | —                       | —                       | —                       | —                       | —                       | —                       | —                       | —                       | —                       |                 | Guetta Blaster                      |
| «Get Up» (при участии Криса Уиллиса)                                                                  | 2004 | —                       | —                       | —                       | —                       | —                       | —                       | —                       | —                       | —                       |                 | Guetta Blaster                      |
| «Gettin’ Over» (при участии Chris Willis)                                                             | 2009 | —                       | —                       | —                       | —                       | —                       | —                       | —                       | 86                      | —                       | - BPI: Platinum | One Love                            |
| «I Wanna Go Crazy» (при участии will.i.am)                                                            | 2009 | —                       | —                       | —                       | 83                      | —                       | —                       | —                       | 92                      | —                       |                 | One Love                            |
| «Louder than Words» (с Afrojack, при участии Найлза Мейсона)                                          | 2010 | —                       | —                       | 35                      | —                       | 39                      | —                       | —                       | —                       | —                       |                 | Fuck Me I’m Famous — Ibiza Mix 2010 |
| «Lunar» (с Afrojack)                                                                                  | 2011 | 50                      | —                       | 58                      | —                       | 84                      | —                       | —                       | 90                      | —                       |                 | Nothing but the Beat                |
| «Night of Your Life» (при участии Дженнифер Хадсон)                                                   | 2011 | 27                      | 37                      | 7                       | 30                      | 12                      | 31                      | 24                      | 35                      | 81                      |                 | Nothing but the Beat                |
| «Metropolis» (с Ники Ромеро)                                                                          | 2012 | 41                      | —                       | —                       | —                       | —                       | —                       | —                       | —                       | —                       |                 | Nothing but the Beat 2.0            |
| «All the Way Up (Remix)» (с Fat Joe, Remy Ma и GLOWINTHEDARK, при участии French Montana and Infared) | 2016 | —                       | —                       | —                       | —                       | —                       | —                       | —                       | —                       | —                       |                 | Неальбомный сингл                   |
| «Reach for Me» (как Jack Back)                                                                        | 2018 | —                       | —                       | —                       | —                       | —                       | —                       | —                       | —                       | —                       |                 | 7                                   |
| «Freedom» (с CeCe Rogers)                                                                             | 2018 | —                       | —                       | —                       | —                       | —                       | —                       | —                       | —                       | —                       |                 | 7                                   |
| «—» denotes a recording that did not chart or was not released in that territory.                     |      |                         |                         |                         |                         |                         |                         |                         |                         |                         |                 |                                     |

## Прочие песни, попавшие в чарты
| «How Soon Is Now» (с Себастьяном Ингроссо и Dirty South при участии Джули Макнайт) | 2009 | —   | —  | —  | —  | 52 | —  | —  | —  | One Love             |
| «On the Dancefloor» (при участии will.i.am и apl.de.ap)                            | 2009 | —   | —  | 24 | —  | —  | —  | —  | —  | One Love             |
| «Missing You» (при участии Novel)                                                  | 2009 | 85  | —  | —  | —  | —  | —  | —  | —  | One Love             |
| «Crank It Up» (при участии Эйкона)                                                 | 2011 | 64  | 49 | —  | 43 | —  | —  | 96 | —  | Nothing but the Beat |
| «Sunshine» (с Авичи)                                                               | 2011 | —   | —  | —  | —  | 59 | —  | —  | —  | Nothing but the Beat |
| «The Whisperer» (при участии Сии)                                                  | 2014 | 96  | —  | —  | —  | —  | —  | —  | —  | Listen               |
| «Goodbye Friend» (при участии The Script)                                          | 2014 | 142 | —  | —  | 93 | —  | —  | —  | 45 | Listen               |
| «I’ll Keep Loving You» (при участии Джеймса Янга и Birdy)                          | 2014 | 144 | —  | —  | 96 | —  | —  | —  | 39 | Listen               |
| «Lift Me Up» (при участии Nico & Vinz и Ladysmith Black Mambazo)                   | 2014 | 157 | —  | —  | —  | —  | —  | —  | 41 | Listen               |
| «No Money No Love» (с Showtek при участии Elliphant и Ms. Dynamite)                | 2014 | 159 | —  | —  | 94 | —  | —  | —  | —  | Listen               |
| «Battle» (при участии Faouzia)                                                     | 2018 | —   | —  | —  | —  | —  | 80 | —  | 26 | 7                    |
| «—» denotes a recording that did not chart or was not released in that territory.  |      |     |    |    |    |    |    |    |    |                      |

## Гостевые появления
| Название                | Год  | Исполнитель(и)                                                                      | Альбом            |
| ----------------------- | ---- | ----------------------------------------------------------------------------------- | ----------------- |
| «Everything Wonderful»  | 2010 | The Black Eyed Peas при участии Давида Гетта                                        | The Beginning     |
| «Something for the DJs» | 2011 | Pitbull при участии Afrojack и Давида Гетта                                         | Planet Pit        |
| «Voodoo»                | 2018 | Stargate и Los Unidades при участии Tiwa Savage, Wizkid, Danny Ocean и Давида Гетта | Global Citizen EP |
| «Make My Day»           | 2023 | Coi Leray и Давид Гетта                                                             | Coi               |

## Комментарии
1. ↑  "Love Don't Let Me Go (Walking Away)" did not enter the Dutch Top 40, but peaked at number three on the Dutch Tipparade chart, which acts as a 30-song extension to the Dutch Top 40.[54]
2. 1 2  It is not entirely clear from the source what song was certified. The certification is for "Gettin' Over You", lists only Guetta and Willis and lists 2 October 2009 as the release date.
3. ↑  "Sweat" did not enter the Billboard Hot 100, but peaked at number 13 on the Bubbling Under Hot 100 Singles chart, which acts as a 25-song extension to the Hot 100.[71]
4. ↑  "I Can Only Imagine" did not enter the Dutch Top 40, but peaked at number four on the Dutch Tipparade chart, which acts as a 30-song extension to the Dutch Top 40.[54]
5. ↑  "Bad" did not enter the Billboard Hot 100, but peaked at number 13 on the Bubbling Under Hot 100 Singles chart.[71]
6. ↑  "Lovers on the Sun" did not enter the Billboard Hot 100, but peaked at number 21 on the Bubbling Under Hot 100 Singles chart.[71]
7. ↑  "Light My Body Up" did not enter the Billboard Hot 100, but peaked at number six on the Bubbling Under Hot 100 Singles chart.[71]
8. ↑  "Dirty Sexy Money" appears on some exclusive limited editions of 7 as a bonus track, but is not on any standard edition of the album.
9. ↑  "So Far Away" appears on some exclusive limited editions of 7 as a bonus track, but is not on any standard edition of the album.
10. ↑  "Mad Love" did not enter the Swedish Singellista Chart, but peaked at number four on the Swedish Heatseeker Chart.[98]
11. ↑  "Your Love" appears on some exclusive limited editions of 7 as a bonus track, but is not on any standard edition of the album.
12. ↑  "Don't Leave Me Alone" did not enter the Billboard Hot 100, but peaked at number 21 on the Bubbling Under Hot 100 Singles chart, which acts as a 25-song extension to the Hot 100.[71]
13. ↑  "Goodbye" did not enter the Billboard Hot 100, but peaked at number 8 on the Bubbling Under Hot 100 Singles chart, which acts as a 25-song extension to the Hot 100.[71]
14. ↑  "Say My Name" did not enter the Billboard Hot 100, but peaked at number 3 on the Bubbling Under Hot 100 Singles chart, which acts as a 25-song extension to the Hot 100.[71]
15. ↑  "Never Be Alone" did not enter the ARIA Singles Chart, but peaked at number 39 on the ARIA Digital Track Chart.[113]
16. ↑  "Save My Life" did not enter the Swedish Singles Chart, but peaked at number 12 on the Swedish Heatseeker chart.[118]
17. ↑  "Hero" did not enter the Swedish Singellista Chart, but peaked at number six on the Swedish Heatseeker Chart.[125]
18. ↑  "Get Together" did not enter the Swedish Singles Chart, but peaked at number six on the Swedish Heatseeker chart.[126]
19. ↑  "Impossible" did not enter the Swedish Singellista Chart, but peaked at number seven on the Swedish Heatseeker Chart.[131]
20. ↑  "If You Really Love Me (How Will I Know)" did not enter the Swedish Singellista Chart, but peaked at number one on the Swedish Heatseeker Chart.[133]
21. ↑  "Family" did not enter the Swedish Singellista Chart, but peaked at number seven on the Swedish Heatseeker Chart.[134]
22. ↑  "What Would You Do?" did not enter the Swedish Singellista Chart, but peaked at number 11 on the Swedish Heatseeker Chart.[139]
23. ↑  "Living Without You" did not enter the Swedish Singellista Chart, but peaked at number 13 on the Swedish Heatseeker Chart.[146]
24. ↑  "Damn (You've Got Me Saying)" did not enter the Swedish Singellista Chart, but peaked at number two on the Swedish Heatseeker Chart.[148]
25. ↑  "Here We Go Again" did not enter the Swedish Singellista Chart, but peaked at number 14 on the Swedish Heatseeker Chart.[151]
26. ↑  "Live Without Love" did not enter the Swedish Singellista Chart, but peaked at number 18 on the Swedish Heatseeker Chart.[153]
27. ↑  "One in a Million" did not enter the Swedish Singellista Chart, but peaked at number seven on the Swedish Heatseeker Chart.[156]
28. ↑  "LaserLight" did not enter the Dutch Top 40, but peaked at number five on the Dutch Tipparade chart, which acts as a 30-song extension to the Dutch Top 40.[54]